# NGC 4983
NGC 4983 este o galaxie lenticulară situată în constelația Părul Berenicei. A fost descoperită în 11 aprilie 1785 de către William Herschel. Se află la o distanță de 96 de megaparseci de Pământ.